# 节节木属
节节木属（学名：Arthrophytum）是藜科下的一个属，为垫状半灌木或小灌木植物。该属共有约20种，分布于中亚。